# Mother (藤原さくらの曲)
「mother」（マザー）は、日本のシンガーソングライター・藤原さくらの楽曲。2021年9月1日にSPEEDSTAR RECORDSからデジタルシングルとしてリリースされた。

## 概要
「mother」は、デジタルシングルとしては2021年5月にリリースされたカバー曲「君は天然色」から約4ヶ月ぶりとなる楽曲。作詞・作曲は藤原さくら。アレンジは関口シンゴ（Ovall）が担当。ジャケットデザインは藤田二郎。
MVのディレクションはこれまでに「Twilight」「Monster」「Super good」を手がけている映像作家の芳賀陽平で、撮影監督はYUDAI MARUYAMAが担当。スタイリストはKODAI SUEHIRO、ヘアメイクアップはChie Fujimoto。
乳性炭酸飲料「スコール」50周年記念のキャンペーンソングとして書き下ろした楽曲。
2022年10月21日から配信されたAmazon Prime Videoドラマ『モダンラブ・東京』の第2話「私が既婚者と寝て学んだこと」にて、「mother」が挿入歌として使用された。

## 制作背景
1971年に南日本酪農協同が発売した乳性炭酸飲料「スコール（愛のスコール）」の誕生50周年キャンペーンソングとして、藤原自身が今思う“愛”をテーマに制作。
「mother」のテーマの一つは「遠くにいる存在ほど近くに感じること」「遠くにいても抱きしめられているような感覚」こそが愛であるということ。「monther」に込めた思いについて「愛は、見守って水を与えることという言葉が好きです　見返りを求めるばかりは、なんだか悲しい　見失ってしまうこともあるけど　自分が優しくなれる思考を選択したい　私が今思う、愛の歌です」とコメントしている。

## 参加ミュージシャン
- 藤原さくら - ボーカル、コーラス
- 関口シンゴ（Ovall）: サウンドプロデュース、ギター、その他の楽器